# Mei Finegold
Mei Finegold, właściwie Metal Slonimski (hebr. מיי פיינגולד, ur. 16 grudnia 1982 w Riszon le-Cijjon) – izraelska aktorka i wokalistka, finalistka programu Kochaw nolad 7, krajowej wersji formatu Idol, reprezentantka Izraela podczas 59. Konkursu Piosenki Eurowizji (2014).

## Życiorys

### Kariera
Jako dziecko śpiewała w chórkach niskobudżetowych musicali, uczęszczała także na lekcje śpiewu. W wieku 18 lat zaczęła rozwijać się jako wokalistka rockowa, występowała na koncertach w całym kraju.
W 2009 roku wzięła udział w siódmej edycji programu Kochaw nolad 7, krajowej wersji formatu Idol, w którym zajęła ostatecznie trzecie miejsce w finale. W styczniu 2010 roku wydała swój debiutancki album pt. Soda pop, na który napisała wszystkie utwory. W tym samym czasie otrzymała rolę w dużym musicalu przygotowywanym w Teatrze Kameri, zagrała wówczas rolę młodej kobiety, która straciła męża i zaczęła spotykać się z jego najlepszym przyjacielem. Za tę rolę otrzymała tytuł „Najlepszej nowej aktorki 2010 roku”.
W międzyczasie rozpoczęła pracę dla organizacji walczących o prawa człowieka oraz z problemami z przemocą, zaczęła udzielać się także jako wolontariuszka. W 2011 roku została wokalistką pop-rockowego zespołu Limozina Express, w którego skład weszli cenieni w kraju muzycy. Rok później ponownie została zatrudniona w Teatrze Kameri, tym razem w musicalu Casablanca. Zagrała w nim rolę Rozy, za którą w maju 2013 roku otrzymała Nagrodę Izraelskiego Teatru w kategorii „Najlepsza aktorka drugoplanowa roku”.
W styczniu 2014 roku izraelski nadawca publiczny Israel Broadcasting Authority (IBA) poinformował, że Finegold została wybrana wewnętrznie na reprezentantkę Izraela podczas 59. Konkursu Piosenki Eurowizji w 2014 roku. 5 marca wystąpiła w koncercie Kedam 2014, podczas którego wykonała trzy konkursowe utwory – „Niszeret iti”, „Same Heart” i „Be Proud”. Największą liczbę głosów telewidzów otrzymała piosenka „Same Heart” autorstwa Ramiego Talmida, którą zaprezentowała 6 maja podczas drugiego półfinału Konkursu Piosenki Eurowizji. Wystąpiła z drugim numerem startowym i nie zakwalifikowała się do finału, zajmując przedostatnie, czternaste miejsce.

### Życie prywatne
W 2011 roku, po jednym z koncertów zagranych z zespołem Limozina Express, urodziła córkę, Emily.

## Dyskografia

### Albumy studyjne
| Rok  | Dane dot. albumu                                                                           |
| ---- | ------------------------------------------------------------------------------------------ |
| 2010 | Soda pop - Wydany: 1 stycznia 2010 - Wytwórnia: Helicon Records - Format: digital download |

### Single
| Rok  | Tytuł                | Album    |
| ---- | -------------------- | -------- |
| 2009 | „Li–szebor regel”    | Soda pop |
| 2009 | „Toda”               | Soda pop |
| 2012 | „Temunot”            | –        |
| 2013 | „Le–hitra’ot machar” | –        |

#### Z gościnnym udziałem
| Rok  | Tytuł                                                              | Album |
| ---- | ------------------------------------------------------------------ | ----- |
| 2014 | „Sweet Harmony (Evita’s Pride Anthem)” (Shlomi Levi & Shay Rokach) | –     |

### Pozostałe utwory
| Rok  | Tytuł        | Uwagi                                                          |
| ---- | ------------ | -------------------------------------------------------------- |
| 2014 | „Same Heart” | Wydany na kompilacji Eurovision Song Contest – Copenhagen 2014 |

### Teledyski
| Rok  | Tytuł             |
| ---- | ----------------- |
| 2009 | „Li–szebor regel” |
| 2009 | „Toda”            |
| 2012 | „Temunot”         |
| 2014 | „Same Heart”      |

#### Z gościnnym udziałem
| Rok  | Tytuł                                  | Artysta                   | Reżyser      |
| ---- | -------------------------------------- | ------------------------- | ------------ |
| 2014 | „Sweet Harmony (Evita’s Pride Anthem)” | Shlomi Levi & Shay Rokach | Lior Nordman |